# Capteur plan

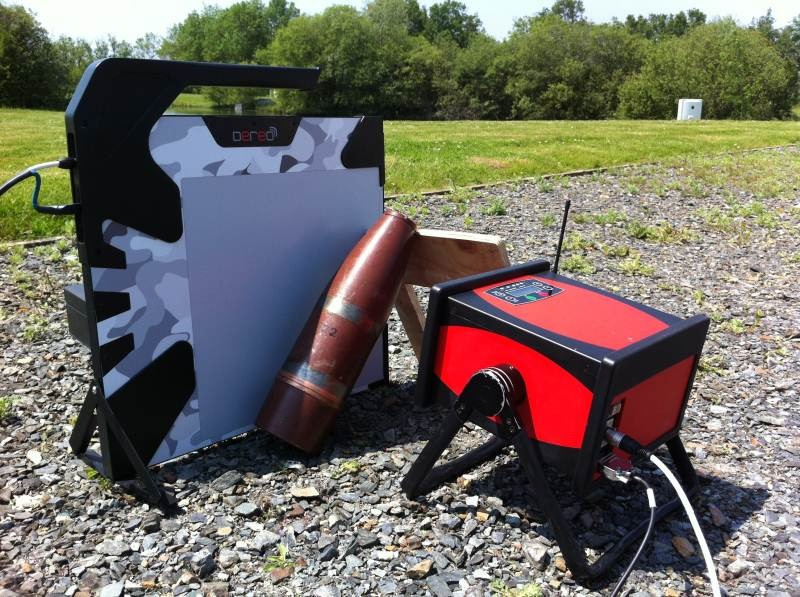
Utilisation d'un capteur plan pour le désamorçage d'un engin explosif.

En haut : détecteur indirect, avec matériau scintillateur ; En bas : détecteur direct, avec matériau photoconducteur. La dispersion de la lumière dans le matériau scintillateur conduit à une perte de résolution dans les détecteurs indirects, contrairement aux détecteurs directs.

Un capteur plan est un appareil qui permet d'obtenir instantanément une image radiologique numérique lors de la prise d'une radiographie. On fait généralement référence à l'appareil sous les vocables DR pour « Digital Radiography » ; contrairement aux systèmes dits « à cassette » (écran ERLM) nommés CR pour « Computed Radiography ».
L'appareil se présente sur la forme d'un boîtier rectangulaire dont la surface active varie de 5 × 5 cm2 jusqu'à 60 × 100 cm2 et dont l'épaisseur va de 1 à 10 cm. La taille la plus répandue est celle utilisée en médecine humaine avec 36 × 43 cm2.
Suivant le principe physique utilisé, ces capteurs se divisent en deux grandes familles :
- les capteurs à conversion indirecte : les rayons X sont transformés en lumière par un matériau scintillateur, lumière qui est à son tour transformée en signal électrique par une matrice de détecteurs en silicium amorphe.
- les capteurs à conversion directe : les rayons X sont directement transformés en signal électrique (technologies à photoconducteur : silicium ou sélénium amorphes).

Les capteurs sont généralement bi-dimensionnels mais il existe des versions uni-dimensionnelles dans lesquelles un détecteur linéaire se déplace à vitesse constante tout le long de la surface active du capteur.